# تسمم الأسنان بالفلور

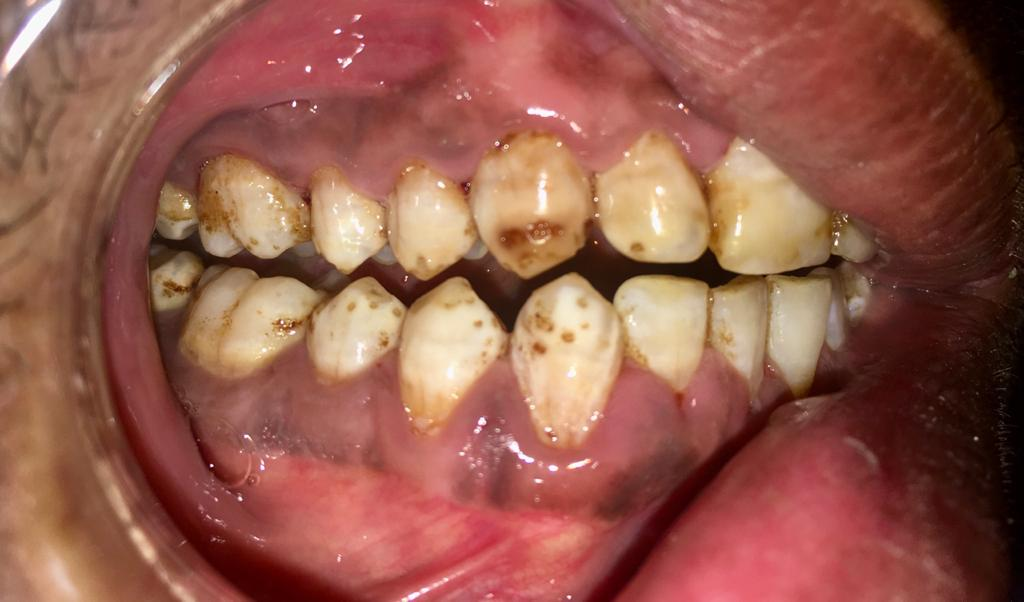

تسمم الأسنان بالفلور، (بالإنجليزية: dental fluorosis)‏ ويعرف أيضاً بـ: تبقع الميناء، هو خلل يظهر في الاسنان بشكل شائع جدا حيث يحدث نقص في معادن ميناء الأسنان بسبب حصول الجسم على جرعات زائدة من الفلورايد أثناء تشكيل الميناء.
ويظهر كمجموعة من التغيرات المرئية في الميناء يسبب تغيرا في درجات اللون داخل الأسنان، وفي بعض الحالات يؤدي إلى حدوث تلف للسن. وتعتمد شدة الحالة على جرعة الفلورايد، ومدة وعمر الشخص خلال التعرض لها. أبسط أشكال تفلور الاسنان (وهو الأكثر شيوعا) يظهر على هيئة خطوط أو بقع بيضاء باهتة. وتتصف الحالات متوسطة الشدة بظهور البقع البيضاء ولكن منقوشة على ميناء الاسنان مع وجود التصبغات التي تشوه مظهر السن، في حين تتكون الاسنان في أشد حالات التفلور بلون بني ونقوش متفرقة أو مجتمعة وتغطي التصبغات البنية معظم الاسنان فتبدو بمظهر متآكل.
في الاشخاص المصابين بتفلور الاسنان الزائد، قد تقاوم أسنانهم -نسبيا - التسوس على الرغم من أن ذلك يمكن أن يكون مصدر قلق جمالي بالنسبة لهم.
التصنيف
يوجد نظامين أساسيين لتصنيف حالات التفلور الزائد للاسنان وهما مؤشر ديين لشدة التفلور والآخر مؤشر TF (نسبة لـ ثايلستراب وفيجيرسكوف).هناك انظمة تصنيف أخرى مثل: مؤشر تفلور سطح السن (هورويتز وآخرون 1984)، الذي يجمع بين مؤشر ديين ومؤشر TF . وهناك مؤشر خطر التسمم بالفلور (Pendrys 1990) الذي يهدف إلى تحديد الزمن الذي يحدث فيه التفلور، ويربط خطر التسمم بالفلور مع مراحل نمو الأسنان.
تم نشر مؤشر ديين لشدة التفلور لأول مرة في عام 1934. وخضع المؤشر لتعديلين، حتى استقر على شكله النهائي في عام 1942. ويعطي نتيجة شدة التفلور للشخص المصاب بناء على أشد أشكال التفلور التي تظهر على اثنين أو أكثر من الأسنان.

## مؤشر ديين لشدة التفلور
| معايير - وصف الميناء | رمز | التصنيف   |
| --- | --- | --------- |
| مظهر الميناء المعتاد: تركيبة شبه شفافه (مثل الزجاج)، سطح أملس ولامع واللون أبيض كريمي شاحب | 0   | 'طبيعي    |
| تظهر بعض التغيرات الطفيفة على شفافية الميناء تتراوح بين بعض النقط البيضاء إلى بقع بيضاءأخرى في بعض الأحيان. ويستخدم هذا التصنيف في الحالات التي لا يمكن تشخيصها بشكل جازم بالتفلور وفي الوقت ذاته لايمكن تصنفيها بتصنيف «طبيعي»                         | 1   | مشكوك فيه |
| بقع بيضاء وغير شفافه صغيرة مبعثره بشكل غير منتظم على الأسنان تغطي مساحة لا تتجاوز 25٪ من سطح السن. والاسنان التي غالبا ماتصنف بهذا التصنيف هي تلك التي لا تغطي فيها البقع البيضاء الغير شفافه أكثر من 1-2 مم من أطراف نتوءات الضواحك أو الطواحن الثانية | 2   | خفيف جدا  |

| تغطي البقع البيضاء الغير شفافه أجزاء تصل إلى 50٪ من ميناء الأسنان. | 3 | خفيف  |
| تتأثر جميع أسطح ميناء الأسنان ويظهر التآكل على الاسطح التي تتعرض للاحتكاك. وتشوه التصبغات البنية مظهر الاسنان في كثير من الأحيان. | 4 | متوسط |
| تتأثر جميع أسطح ميناء الأسنان ويظهر بشكل واضح ضعف نسيج السن مما يؤثر على المظهر العام للسن.وعلامة التشخيص الرئيسية لهذا التصنيف هو وجود النقوش المحفورة على نحو متفرق أو مجتمعة في ميناء الاسنان وتغطي التصبغات البنية معظم الاسنان فتبدو غالبا بمظهر متآكل. | 5 | شديد  |

## مؤشر TF
هذا المؤشر مقترح من فيجيري سكوف وثيل ستروب في عام 1978، ويمثل مؤشر TF امتدادا منطقيا لمؤشر ديين، الذي يتضمن الفهم الحديث لعلم أمراض التفلور ويسجل طيف التغيرات الفلورية في الميناء من 0 إلى 9، مما يسمح بتعريف أكثر دقة للحالات الخفيفة والشديدة.

## الاسباب
يحدث تسمم الاسنان بالفلور بسبب التعرض لجرعات فوق المستوى الطبيعي أثناء فترة تكون الاسنان، إذ أن اصابة الاسنان بالتفلور يحدث فقط في الفترة التي تكون فيها الاسنان طور التكوين (مرحلة الطفولة).
أكثر ما يثير القلق عند المصابين بتفلور الاسنان هو تأثر المظهر الجمالي للأسنان الدائمة (أسنان البالغين). وهذا التشوه في مظهر الاسنان يحدث بشكل أكثر عند الأطفال الذين يتعرضون على نحو مفرط للفلورايد منذ الولادة وحتى عمر 6 سنوات وتذكر بعض الدراسات أن الفترة الأكثر عرضة لتأثر الاسنان هي السنتين الأولى من عمر الطفل. اما بعد سن 7 من العمر فالطفل لم يعد في خطر اذ ان غالبية الاسنان الدائمة اكتمل تكوينها في هذه المرحلة غالبا (عدا ضرس العقل) فبالتالي تقل احتمالية اصابة الاسنان بالتفلور على نحو كبير. فشدة الفلور في الأسنان تعتمد على عوامل مثل مقدار التعرض للفلوريد، عمر الطفل، قابلية حدوث المشكلة، الوزن، درجة النشاط البدني، التغذية ونمو العظام.وقد يرجع أيضا تأثر قابلية الفرد للتفلور إلى عوامل وراثية.
```
يمكن أن تساهم العديد من مصادر الفلورايد المعروفة في التعرض المفرط بما في ذلك معجون الاسنان وغسول الفم المحتوي على الفلورايد (التي قد يبتلعهاالأطفال الصغار)، والمياه المعبأة في زجاجات التي لم يتم فحص مستوى الفلورايد فيها ع، والاستخدام غير الملائم لمكملات الفلورايد، وتناول الأغذية المستوردة وخاصة من بلدان أخرى، وفلورة المياه العامة.
[
13
]
 وتعتبر آخر هذه المصادر بشكل مباشرة أو غير مباشر مسؤولة عن 40٪ من أنواع التفلور إلا أن تأثير فلورة المياه غالبا ما يكون جماليا.
[
13
]
[
14
]
 وفي الحالات الشديدة يمكن أن يكون السبب هو الشرب من المياه التي تحتوي على الفلورايد طبيعيا ولكن بمستويات أعلى بكثير من المستوى الموصى به. أو الحصول على الفلورايد من مصادر أخرى مثل الشاي أو الفحم عالي الفلورايد 
[
15
]
```

## آلية حدوث المشكلة
تؤدي زيادة أيونات الفلورايد في المحيط الخلوي لميناء الاسنان أثناء تكوينه إلى تغير في معادلة النسيج البروتيني المكون للميناء (الأميلوجينين) فيتكسر هذا النسيج انزيميا. وقد يكون للفلورايد أيضا دور غير مباشر في تغيير عمل الأنزيم البروتيني عبر تقليل توافر أيونات الكالسيوم الحرة في مرحلة تمعدن السن. وهذا يؤدي إلى تشكيل الميناء بمعادن أقل فيظهر شكل السن مغاير للشكل الطبيعي.
تقليديا، توصف حالات التفلور الحادة بنقص تنسج الميناء، اذ أن الحفر والحلقات التي تظهر على ميناء الاسنان المصابة في الحالات الحادة من التفلور هي نتيجة نقص حاد في معادن الاسنان تبزغ معه الاسنان بوضع هش.
يتم تحويل هيدروكسيباتيت إلى فلوروهايدوكسيابتايت على النحو التالي:
Ca10(PO4)6(OH)2 + F-- + H+ → Ca10(PO4)6(OH)F + H2O

## العلاج
قد يكون تفلور الاسنان مشكلة جمالية للبعض وقد لايكون. وفي بعض الحالات قد يكون هناك تفاوت في التأثير السلبي على نفسية المصاب. خيارات العلاج هي:
1-تبييض الأسنان في الحالات الخفيفة
2- ازالة الطبقة المصابة من الميناء عن طريق الكحت أو الكشط في الحالات المتوسطة
3-الحشوات التجميلية
4- العدسات الخزفية اللاصقة
5-التيجان 

## التشخيص
التشخيص التفريقي لهذه الحالة ما يلي:
1-نقص تنسج تيرنر Turner's hypoplasia (على الرغم من أن هذه الحالة محدودة على سن واحد عادة)
2-بعض الأشكال الخفيفة من تكون الميناء الناقص
3-مشاكل الميناء الناجمة عن عدوى من الأسنان اللبنية
3- تسوس: قد تشخص بعض الحالات التي تشبه الاسنان المصابة بالتفلور بأنها متسوسة.

## نسبة انتشار تفلور الاسنان الزائد بين الأطفال والمراهقين وفقا للمراكز الأمريكية لمكافحة الأمراض
| 2002   | 1987  | مؤشر دينز             |
| ------ | ----- | --------------------- |
| 11.8%  | 17%   | تسمم بالفور مريب      |
| 19.85% | 17%   | تسمم بالفور خفيف جدا  |
| 5.83%  | 4%    | تسمم بالفور خفيف      |
| 2.71%  | 1%    | تسمم بالفور متوسط     |
| 2.71%  | 0.3%  | تسمم بالفور مزمن      |
| 15.83% | 17%   | مجموع الحالات الخفيفة |
| 2.71%  | 0.65% | مجموع الحالات المزمنة |

المراكز الأمريكية لمكافحة الامراض وجدت ارتفاع 9٪ في حالات الإصابة بتفلور الاسنان الزائد في مسح أجرته على أطفال أمريكيين بين عامي 1999-2002 من الأطفال الأميركيين وهذه النسبة كانت أعلى بالمقارنة مع استطلاع مماثل اجري بين عامي 1986-1987. بالإضافة إلى ذلك، هذه الدراسة تقدم دليلا إضافيا على أن الأميركيين الأفارقة يعانون من ارتفاع معدلات الإصابة بتفلور الاسنان مقلرنة بالأميركيين القوقازيين.
لوحظ انتشار الحالات أكثر في المناطق الريفية حيث الاعتماد على مياه الشرب من الآبار أو المضخات اليدوية. [بحاجة لمصدر] كما أنه من المرجح أن يحدث في المناطق التي تكون فيها مياه الشرب تحتوي على نسبة الفلورايد أكبر من 1 جزء في المليون.

## جرعات مرجعية غذائية للفلورايد
| الاستهلاك الأعلى المسموح (ملغ / يوم) | المقادير الملائمة (ملغ / يوم) | مرجع الوزن كجم (رطل) | الفئة العمرية          |
| ------------------------------------ | ----------------------------- | -------------------- | ---------------------- |
| 0.7                                  | 0.01                          | 7 (16                | الرضع 0-6 أشهر         |
| 0.9                                  | 0.5                           | 9 (20)               | الرضع 7-12 شهرا        |
| 1.3                                  | 0.7                           | 13 (29)              | اطفال من عمر 1-3       |
| 2.2                                  | 1.0                           | 22 (48)              | اطفال من عمر 4-8       |
| 10                                   |                               | 2.0                  | 40 (88)                |
| 10                                   | 3.0                           | 64 (142)             | اولاد من عمر 14-18     |
| 10                                   | 2.0                           | 40 (88               | اطفال من عمر 9-13      |
| 10                                   | 3.0                           | 64 (142)             | اولاد من عمر 14-18     |
| 10                                   | 3.0                           | 57 (125)             | بنات من عمر 14-18      |
| 10                                   | 4.0                           | 76 (166)             | رجال بالعمر 19 وما فوق |
| 10                                   | 3.0                           | 61 (133)             | نساء بالعمر 19 وما فوق |

إذا كانت نسبة الفلورايد في المياه 1 جزء في المليون، فيحتاج الشخص أن يشرب لتر واحد من الماء ليحصل على 1 ملغ من الفلورايد. وبالتالي فمن غير المحتمل أن يحصل الشخص على الحد الاعلى المسموح به من الفلورايد من خلال شرب المياه المفلورة فقط.
ان استهلاك الفلورايد يمكن أن يتجاوز الحد الأعلى المسموح به عندما يقوم شخص ما بشرب الكثير من المياه التي تحتوي على الفلوريد بالتزامن مع مصادر الفلورايد أخرى، مثل معجون الأسنان المفلور، واستهلاك المواد الغذائية ذات المحتوى العالي من الفلوريد، أو استهلاك مكملات الفلورايد.و استخدام مكملات الفلورايد باعتبارها تمنع تسوس الأسنان أمر نادر الحدوث في المناطق التي توجد بها مياه مفلوره، ولكن أوصى بذلك من قبل العديد من أطباء الأسنان في المملكة المتحدة حتى بدايات التسعينات الميلادية.
تسمم الأسنان بالفلور يمكن منعه عن طريق خفض كمية استهلاك الفلوريد إلى أقل من الحد الأعلى المسموح به.
في نوفمبر 2006، نشرت جمعية أطباء الأسنان الأمريكية معلومات تفيد بأن فلورة المياه آمنة وفعالة وصحية؛ وأن تسمم الميناء بالفلور، عادة ما يكون خفيف ويصعب على أي أحد ملاحظته ما عدا أخصائي الأسنان والرعاية الصحية، ويمكن أن ينجم عن تناول كميات أكثر من الآمثل من الفلوريد في مرحلة الطفولة المبكرة. ومن الآمن استخدام المياه المفلورة لصنع حليب الأطفال. ويمكن تقليل نسبة خطر الإصابة بتفلور الاسنان لدى الأطفال عن طريق استخدام مركبات حليب الأطفال الجاهزة للاستخدام أو استخدام مياه خالية من الفلورايد أو منخفضة النسبة لتحضير بودرة الحليب. وأفادت الجمعية بأن طريقة الحصول على فوائد الفلورايد وفي الوقت ذاته تفادي أضراره هي بالحصول على الكمية المناسبة لا تزيد ولا تنقص، ويمكن تحديد هذه النسبة المثالية بمساعدة طبيب الاسنان أو الأطفال أو طبيب الاسرة.

## تاريخ المشكلة
في العصور القديمة، وصف جالينوس ما يعتقد انه تسمم الاسنان بالفور. ومع ذلك فإنه لم يعترف بهذه الحالة ويتم دراستها علميا والتسليم بها حتى أوائل القرن 20th .
في عام 1901 نشر إيجير أول وصف لـ«ميناء مرقش» لاحظه في اسنان مهاجرين من قرية صغيرة بالقرب من نابولي، إيطاليا. وكتب أن هذه الحالة تسمى "Chiaie teeth" على اسم Stefano Chiaie وهو أستاذ إيطالي.
في الولايات المتحدة الأمريكية.لاحظ طبيب الأسنان، فريدريك مكاي، اثناء عمله في ولاية كولورادو سبرينغز في عام 1901 أن نسبة كبيرة من سكان الولاية لديهم تصبغات في أسنانهم. فقام بإطلاع جرين فرديمان بلاك (أحد أبرز أطباء الاسنان الامريكيين) على هذه الملاحظة.
```
في عام 1916، وبعد فحص عينات من ميناء الاسنان المصابة، وصف جرين بلاك الحالة بأنها (نقص في تكون ميناء الاسنان وهي حالة غير معروفة حتى الآن في أدبيات طب الأسنان).ولاحظ أنه على الرغم من أن الاجزاء المرقطة من السن كانت مصابة بنقص في التمعدن مما يعني أنها عرضة للتسوس إلا أنها لم تكن متسوسة.لاحقا اطلعوا على تقارير تصف حالات مشابه حول العالم.
[
17
]
```

في عام 1931، نشر علماء يتبعون ل3 مجموعات مختلفة حول العالم اكتشافاتهم بأن هذه الحالة سببها وجود الفلورايد في مياه الشرب وتحدث أثناء الطفولة. وسميت هذه الحالة حينها «بتسمم الأسنان بالفلور». من خلال دراسات وبائية في الولايات المتحدة الأمريكية، ساعد هنري تريندلي ديين في تحديد العلاقة السببية بين تركيزات الفلورايد العالية في مياه الشرب والميناء المرقطة وقام ديين أيضا بوضع نظام تصنيف لحالات تفلور الاسنان الزائد والذي مازال يستخدم حتى اليوم. ومع البحث المستمر، تم إثبات تأثير الفلورايد الوقائي ضد تسوس الاسنان.